# Coenonycha lurida
Coenonycha lurida är en skalbaggsart som beskrevs av Mont A. Cazier 1943. Coenonycha lurida ingår i släktet Coenonycha och familjen Melolonthidae. Inga underarter finns listade i Catalogue of Life.